# Lauren Albanese
Lauren Albanese (Jacksonville, Florida, 1989. október 1. –) amerikai teniszezőnő. 2006-ban kezdte profi pályafutását, egy egyéni és két páros ITF-torna győztese. Legjobb egyéni világranglista-helyezése százhatvannyolcadik volt, ezt 2009 márciusában érte el.

## Eredményei Grand Slam-tornákon

### Egyéniben
| Torna           | 2007   | 2006   |
| --------------- | ------ | ------ |
| Australian Open | -      | -      |
| Roland Garros   | -      | -      |
| Wimbledon       | -      | -      |
| US Open         | 1. kör | 2. kör |

## Év végi világranglista-helyezései
| Év       | 2005 | 2006 | 2007 | 2008 |
| Helyezés | 1050 | 305  | 271  | 203  |